# Celerena latiflava
Celerena latiflava är en fjärilsart som beskrevs av W. Warren 1896. Celerena latiflava ingår i släktet Celerena och familjen mätare. Inga underarter finns listade i Catalogue of Life.